# Hinchinbrook, New South Wales
Hinchinbrook este o suburbie în Sydney, Australia.